# ヌマ・ポンピリウス
ヌマ・ポンピリウス（Numa Pompilius, 紀元前753年 - 紀元前673年）は、王政ローマにおける第2代の王（在位：紀元前715年- 紀元前673年）。この時代のローマは史料に乏しく、一般的には伝説上の存在だと考えられている人物である。戦争に次ぐ戦争でローマを拡大した初代王ロムルスとは異なり、42年におよぶ治世中に一度も戦争をせずに内政を充実させたとされている。後世皇帝アントニヌス・ピウスはヌマに比肩された。

## 生涯
プルタルコスによれば、ヌマはサビニ人の有力者ポンポンの子で、4人兄弟の末っ子として、ロームルスがローマを建国したその日に生まれたという。
ヌマは哲学と瞑想を好み、ピタゴラス学説の思索にあまりに没頭したために、年若くして白髪になったと言われている。ヌマはサビニ人の王であるティトゥス・タティウスの娘を娶って王の義理の息子となったが、権力を望まず森の中にある小さな村で妻と質素で幸福な生活を送っていた。しかし妻タティアは結婚13年目に死去したと言われている。

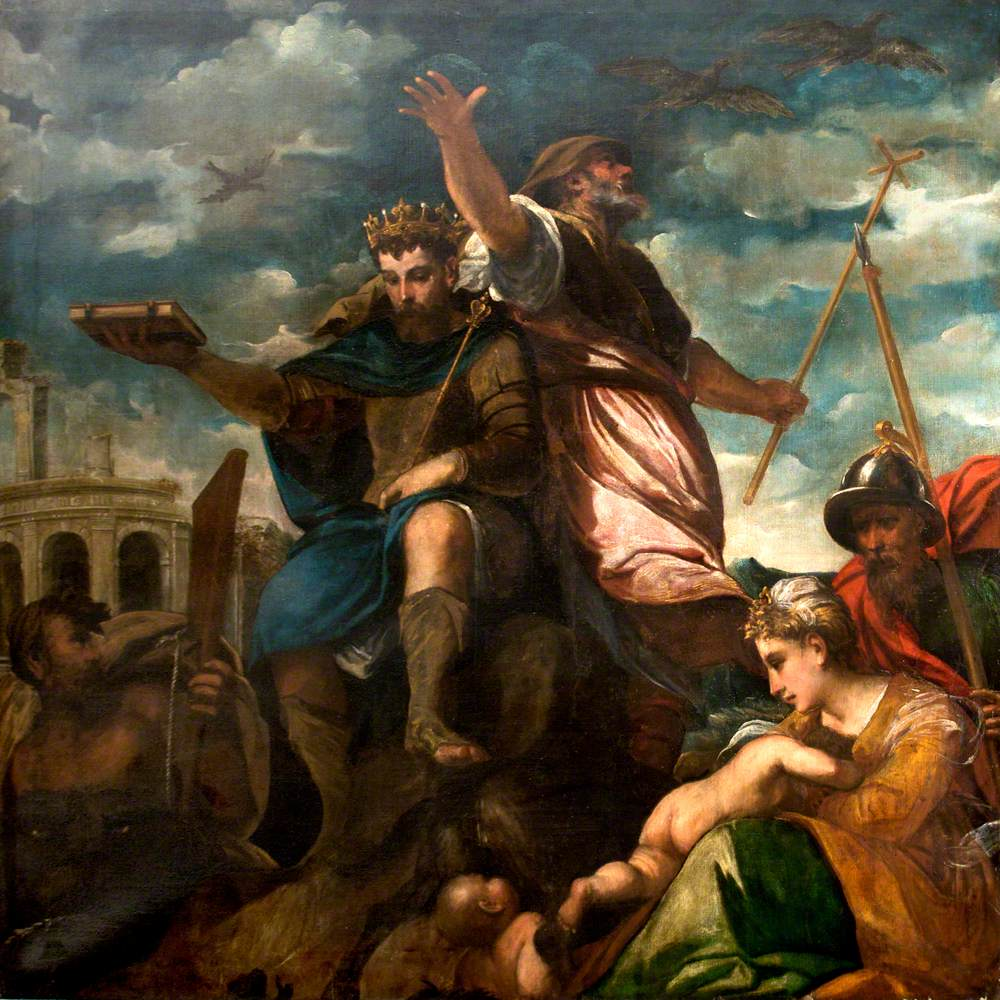
アントニオ・パルマ画、『ヌマ王とアウグルの寓話』（16世紀）

だが紀元前716年にローマで王ロームルスが亡くなると、元老院では後継者を定めるまで摂政制を敷くこととし、インテルレクスを置いて王の権力を継承していたが、その期間も一年を過ぎ、プレブス（平民）の不満が高まってきたため、元老院が後継者を選ぶこととなった。当時クレスにいたヌマは、その人格を評価されてローマ第2代の王として指名される。ヌマは要請を何度も断ったが、ロームルスが建国した時行った例に従って鳥占いをするよう言われ、ユーピテル、マールス、クゥイリーヌスの三神が同意したという結果が出たので、王位に就くことを決断した。彼の妻は若くして亡くなっていたが、その後ニンフのエゲリア（ギリシア神話のカリオペーと同一であるとも）と恋におちて結婚し、政治の助言を貰うためにたびたびパラティヌスの丘の南にあるエゲリアの泉で逢瀬を重ねていたと人々は噂した。
ヌマが即位する前までのローマは、近隣都市からは盗賊の集団と大差ないと思われていたが、彼の治世により法と慣習と祭祀を確立した文化都市へと成長した。ヌマは紀元前673年に天寿をまっとうして死んだが、彼の1人の娘と4人の息子たちはいずれも名門一族の創始者となり、カプリニア氏族やアエミリウス氏族もここから発した。また死後千年が経過した時代においても、ローマを訪れた人はクィリナスの丘に残るヌマの家を案内されたという。

## 業績
当時のローマ暦は1年が10ヶ月の不正確なものであったが、ヌマはこれに2ヶ月を追加してより正確な暦とした。またローマ内部にあった部族同士のいさかいをなくすために、農民達を「パギ」と呼ばれるさらに小さな集団に分割した。そして商業や手工業に携わる人々は職能別の組織に分割し、それらの共同体を部族よりも重要視させることによって部族対立を消滅させた。そのほか、戦争を抑えるために宣戦布告の権限を「伝令僧」と呼ばれる祭祀職のみに許すようにした。伝令僧は戦争が起こりそうになると対立相手に補償条件を伝え、その回答に満足いかなかったときのみ宣戦布告が行われた。
ヌマの業績の中でもっとも有名なものは、ヤヌス神殿の建立である。これは始まりと終わりの神ヤーヌスに捧げられたもので、この神殿の扉は戦争のときは開かれ、平和なときは閉じられるとされた。扉はヌマの治世中はずっと閉じたままであったが、彼の死後は開いたままとなり、ローマが帝政となるまでの間に閉じられたのはポエニ戦争後の6年間だけであった。
ヌマの孫にあたるアンクス・マルキウスは4代ローマ王となった。

### 一次史料
- プルタルコス, 対比列伝, ヌマ・ポンピリウスの生涯。
- リヴィウス, ローマ建国史, Liber 1